# Пилипец

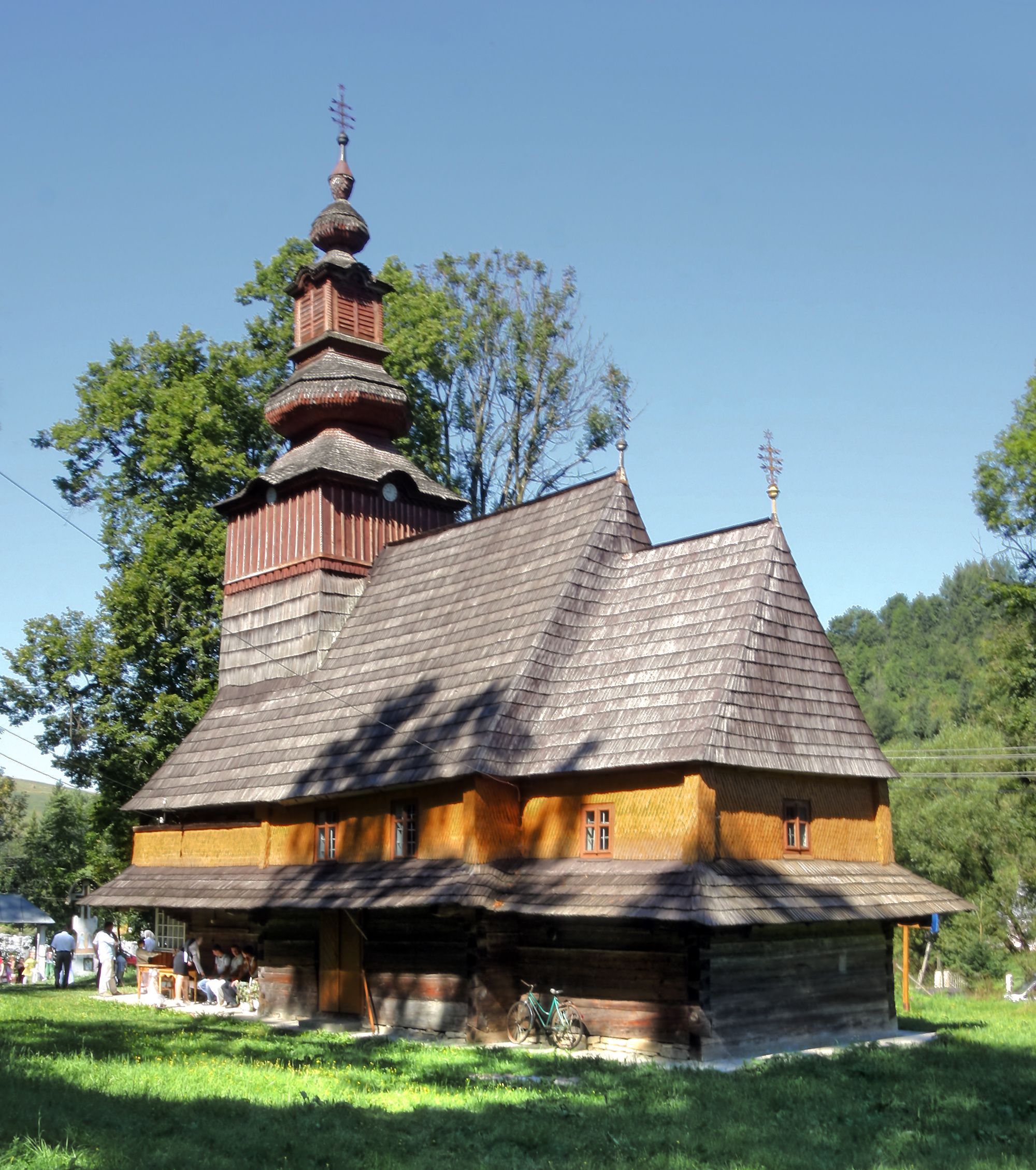
Церковь Рождества Пр. Богородицы, 1762

Пи́липец (укр. Пилипець) — село в Хустском районе Закарпатской области Украины, административный центр Пилипецкой сельской общины. Горнолыжный курорт.
Основанное в 1463 году, в селе проживает около 1,4 тысячи человек.

## География
Пилипец расположен на расстоянии 190 км от Львова и 135 км од Ужгорода. Вдоль села течёт речка Плошанка, которая на территории села встречается с речкой Рипинка.

## Туризм и отдых

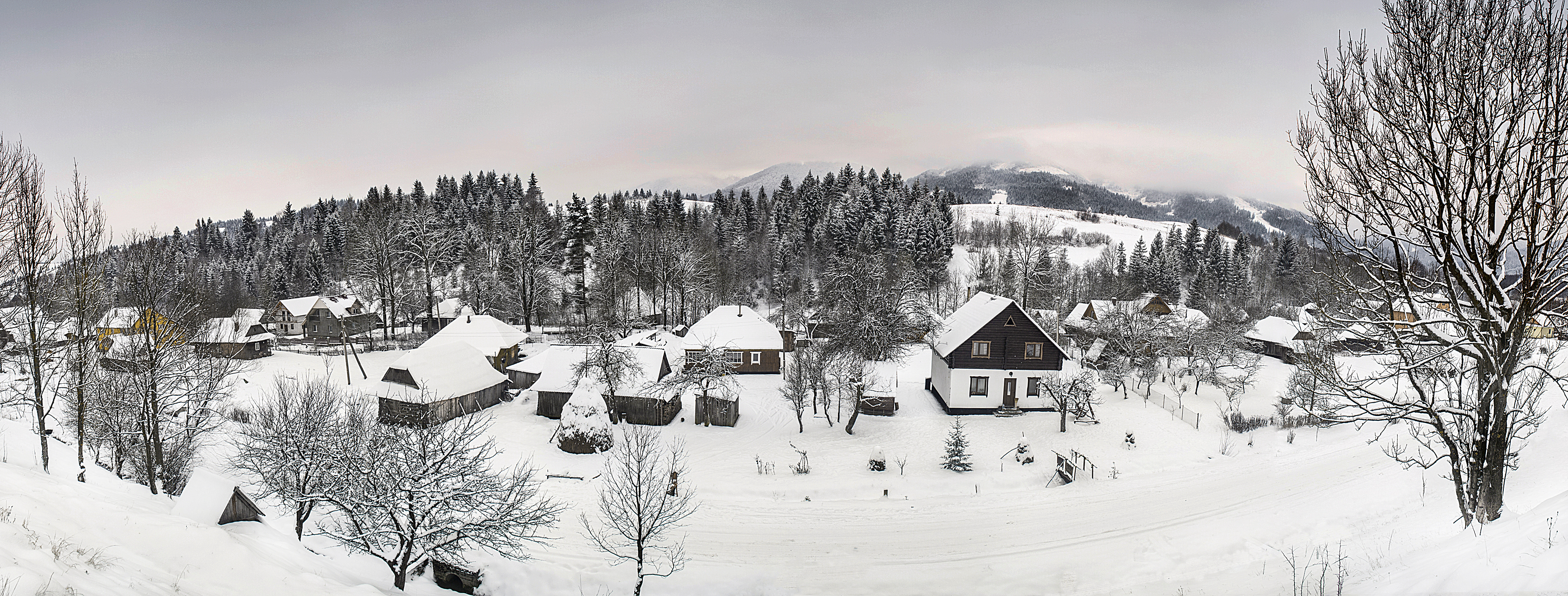
Вид на гору Гемба из Пилипца

Пилипец привлекает прежде всего любителей зимнего отдыха, горнолыжников и сноубордистов. Гора Гемба (Гымба) (1497 метров, часть полонины Боржава) оборудована тремя подъёмниками (кроме верхних, начинающихся от вершины 2 км трассы). Нижняя и верхняя части спуска — пологие, средняя более крутая и неровная.
В селе есть гостиницы («Гранд Отель Пилипец» 4 звезды, «Шёпот Карпат», «Горянин», «Магура», «Газдовская хижина» и др.) и помещения для сдачи в наём, пункты проката лыж, кафе и сауны. Для начинающих горнолыжников работают инструкторы.

### Трассы и горнолыжное катание
Большое количество трасс на горе Гемба, общая протяжённость более 20 000 м. Самая длинная из них — 6000 м.

4 трассы на горе Магура-Жиде, самая длинная трасса — 1500 м.
Всего на курорте 7 подъёмников:
- бугельный — 1100,
- бугельный — 900 м,
- бугельный — 400 м,
- бугельный — 500 м,
- двухместный кресельный в центре курорта — 1650 м,
- бугельный — 1560 м,
- бугельный — 800 м.

## Достопримечательности

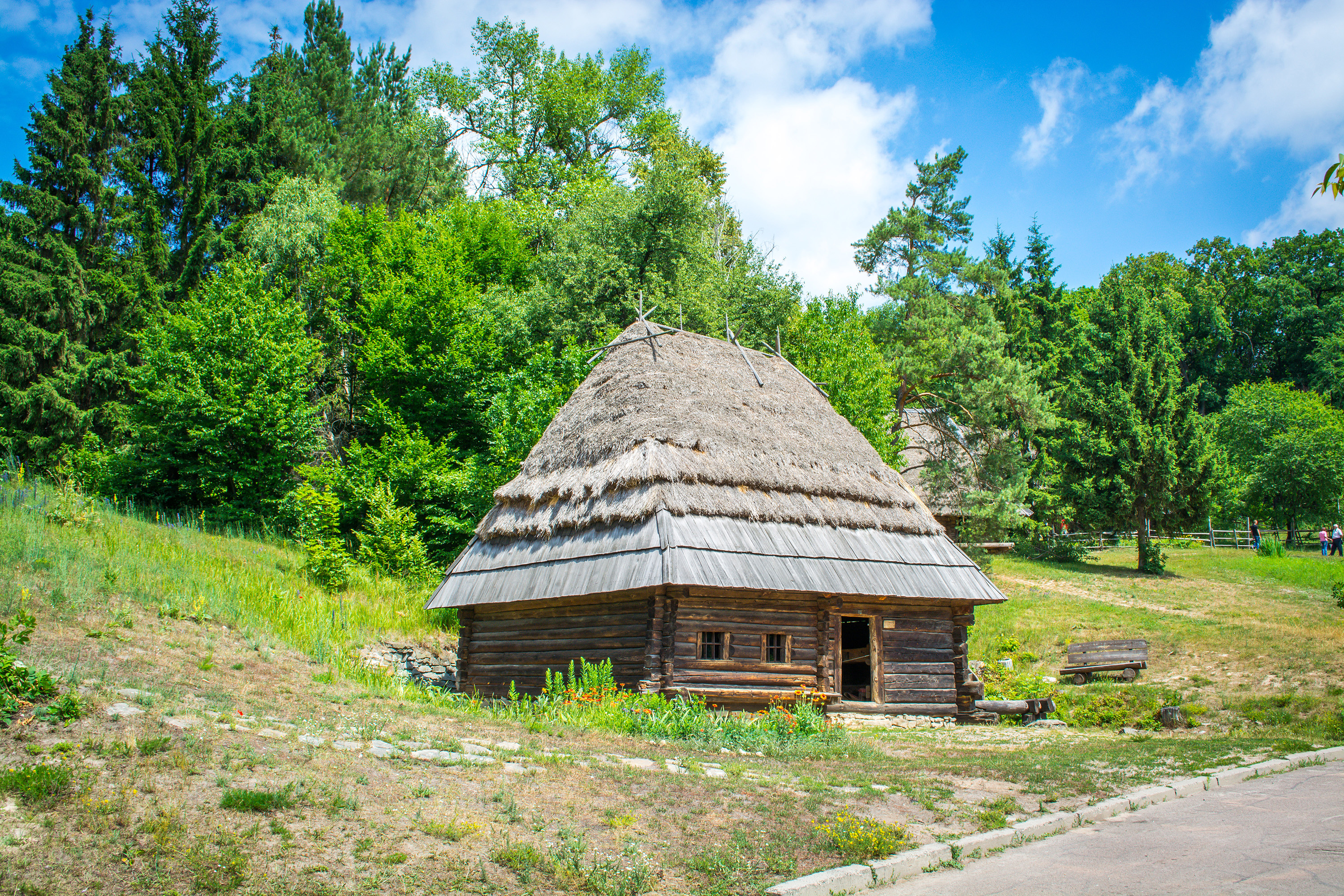
Водяная мельница

- Церковь Рождества Пресвятой Богородицы -деревянная церковь, в которой сохранился иконостас XVIII века. Рядом возвышается монументальная двухъярусная деревянная колокольня.
- Водопад Шипот, который находится на расстоянии 6 км от села.
- Мекка парапланерного туризма.

## Известные личности
В поселении родился:
- Пуйо Иван Федирович (1919) — американский предприниматель и меценат.

## Транспорт
Добраться до Пилипца можно поездами Львов — Мукачево, Киев — Чоп и Одесса — Ужгород доехав до станции Воловец, а оттуда на автомобиле, маршрутном такси или рейсовом автобусе Ужгород — Межгорье. Также Пилипец имеет автобусное сообщение с городами Воловец, Межгорье, Мукачево, Ужгород.
| Природа Пилипца |  |  |  |  |  |  |  |
|                 |  |  |  |  |  |  |  |
|                 |  |  |  |  |  |  |  |
|                 |  |  |  |  |  |  |  |